# Fogaccia
Fogaccia è la zona urbanistica 18C del Municipio Roma XIII di Roma Capitale. Si estende sui suburbi S. IX Aurelio e S. X Trionfale.

## Geografia fisica

### Territorio
La zona confina:
- a nord con la zona urbanistica 19D Santa Maria della Pietà
- a nord-est con la zona urbanistica 19B Primavalle
- a sud-est con la zona urbanistica 18B Val Cannuta
- a ovest con le zone urbanistiche 18F Boccea e 18E Casalotti di Boccea

## Storia

Piero Fogaccia

Il ministro dei Lavori Pubblici Giovanni Giuriati visita la tenuta Fogaccia nel 1929

La zona, ai primi anni del '900, era un ampio territorio usato per il pascolo di pecore, di proprietà dell'Ospedale Santo Spirito. In quegli anni il terreno fu acquistato dalla famiglia del conte Piero Fogaccia che, dopo aver effettuato una bonifica e modernizzazione della zona, nel 1923 formò la borgata Fogaccia. Nel 1924, la famiglia Fogaccia diede all'architetto Marcello Piacentini il compito di progettare una villa nella tenuta, attuale tenuta di Acquafredda, che venne inaugurata nel 1938.
La borgata venne rinominata in Montespaccato nel 1945.
Lungo l'attuale via di Acquafredda sono stati condotti negli anni 30 gli esperimenti per la Strada guidata, un progetto che nelle intenzioni doveva sostituire il trasporto su rotaia dei treni.

## Scuole
- Università degli Studi "Niccolò Cusano"